# Saint-Nicolas-du-Bosc
Pour les articles homonymes, voir Saint-Nicolas et Bosc.
Saint-Nicolas-du-Bosc est une ancienne commune française, située dans le département de l'Eure en région Normandie, devenue le 1er janvier 2016 une commune déléguée au sein de la commune nouvelle du Bosc du Theil.

## Toponymie
Le nom de la localité est attesté sous les formes S. Nicholaus de Grossa Londa (charte de Henri du Neubourg), S. Nicolaus de Bosco (pouillés d’Évreux), S. Nicolaus in Bosco en 1307 (olim), Saint Nicolas du Boscq en 1392 (arrêt de l’Échiquier).
Saint Nicolas est un hagiotoponyme, l'église est dédiée à Saint Nicolas.
Bosc est un mot de l'ancien français, forme primitive de « bois », au sens d’« espace boisé », (petite forêt).

## Politique et administration
| Période      | Période  | Identité    | Étiquette | Qualité           |
| ------------ | -------- | ----------- | --------- | ----------------- |
| janvier 2016 | En cours | Éric Edouin | DVD       | Chef d'entreprise |

| Période                                  | Période       | Identité          | Étiquette | Qualité           |
| ---------------------------------------- | ------------- | ----------------- | --------- | ----------------- |
| Les données manquantes sont à compléter. |               |                   |           |                   |
| avant 1988                               | ?             | Roland Delaquaize |           |                   |
| mars 2001                                | décembre 2015 | Éric Edouin       | DVD       | Chef d'entreprise |

## Démographie
L'évolution du nombre d'habitants est connue à travers les recensements de la population effectués dans la commune depuis 1793. À partir du 1er janvier 2009, les populations légales des communes sont publiées annuellement dans le cadre d'un recensement qui repose désormais sur une collecte d'information annuelle, concernant successivement tous les territoires communaux au cours d'une période de cinq ans. 
Pour les communes de moins de 10 000 habitants, une enquête de recensement portant sur toute la population est réalisée tous les cinq ans, les populations légales des années intermédiaires étant quant à elles estimées par interpolation ou extrapolation. Pour la commune, le premier recensement exhaustif entrant dans le cadre du nouveau dispositif a été réalisé en 2005,.
En 2013, la commune comptait 278 habitants, en évolution de +1,83 % par rapport à 2008 (Eure : +2,66 %, France hors Mayotte : +2,49 %).
| 1793 | 1800 | 1806 | 1821 | 1831 | 1836 | 1841 | 1846 | 1851 |
| ---- | ---- | ---- | ---- | ---- | ---- | ---- | ---- | ---- |
| 476  | 505  | 497  | 401  | 441  | 403  | 382  | 357  | 351  |

| 1856 | 1861 | 1866 | 1872 | 1876 | 1881 | 1886 | 1891 | 1896 |
| ---- | ---- | ---- | ---- | ---- | ---- | ---- | ---- | ---- |
| 321  | 311  | 311  | 300  | 276  | 250  | 228  | 223  | 213  |

| 1901 | 1906 | 1911 | 1921 | 1926 | 1931 | 1936 | 1946 | 1954 |
| ---- | ---- | ---- | ---- | ---- | ---- | ---- | ---- | ---- |
| 204  | 198  | 175  | 155  | 156  | 141  | 133  | 170  | 161  |

| 1962 | 1968 | 1975 | 1982 | 1990 | 1999 | 2005 | 2010 | 2013 |
| ---- | ---- | ---- | ---- | ---- | ---- | ---- | ---- | ---- |
| 139  | 136  | 158  | 204  | 263  | 251  | 269  | 270  | 278  |

## Lieux et monuments
- Église Saint-Nicolas

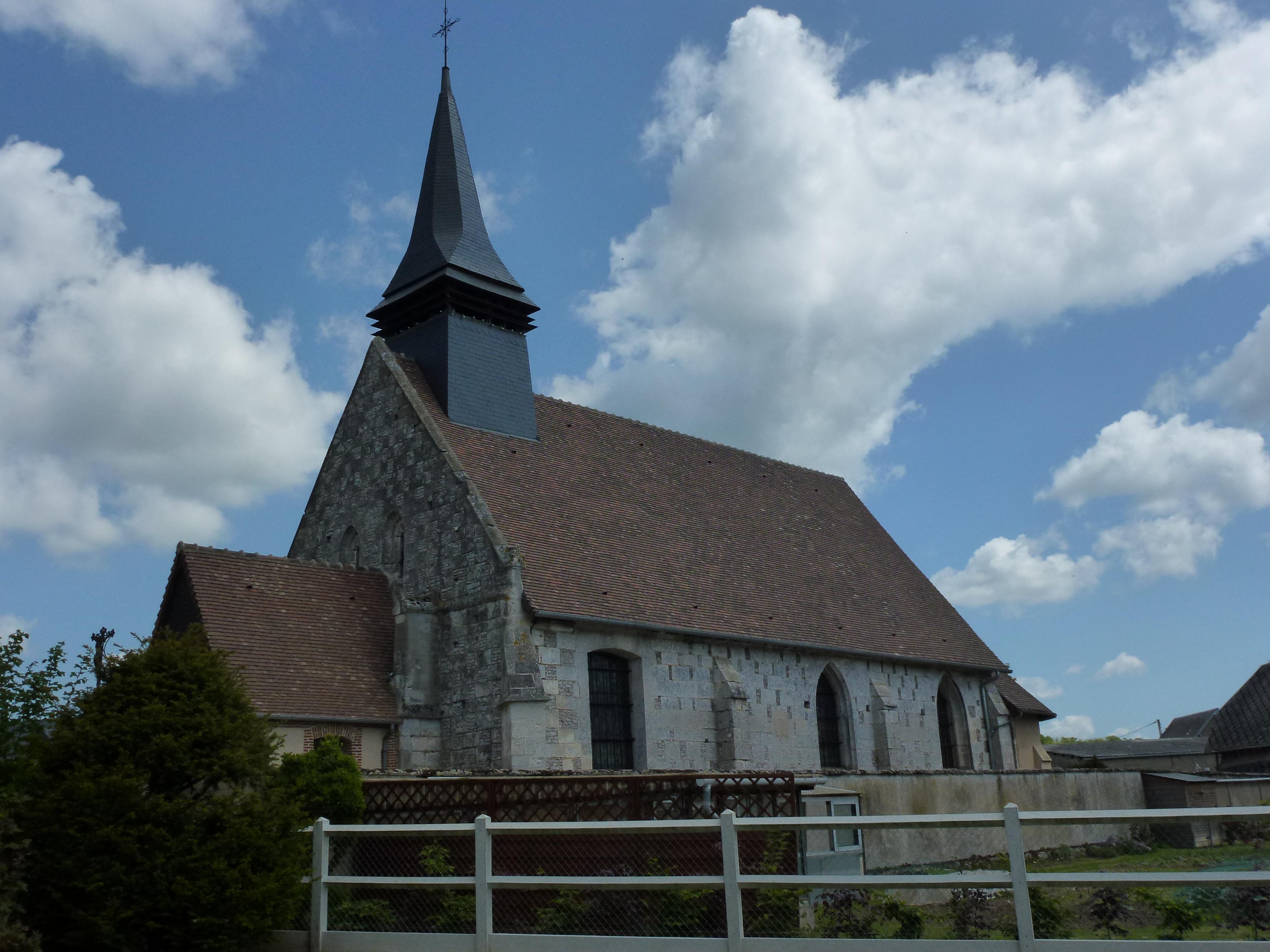
église Saint-Nicolas.
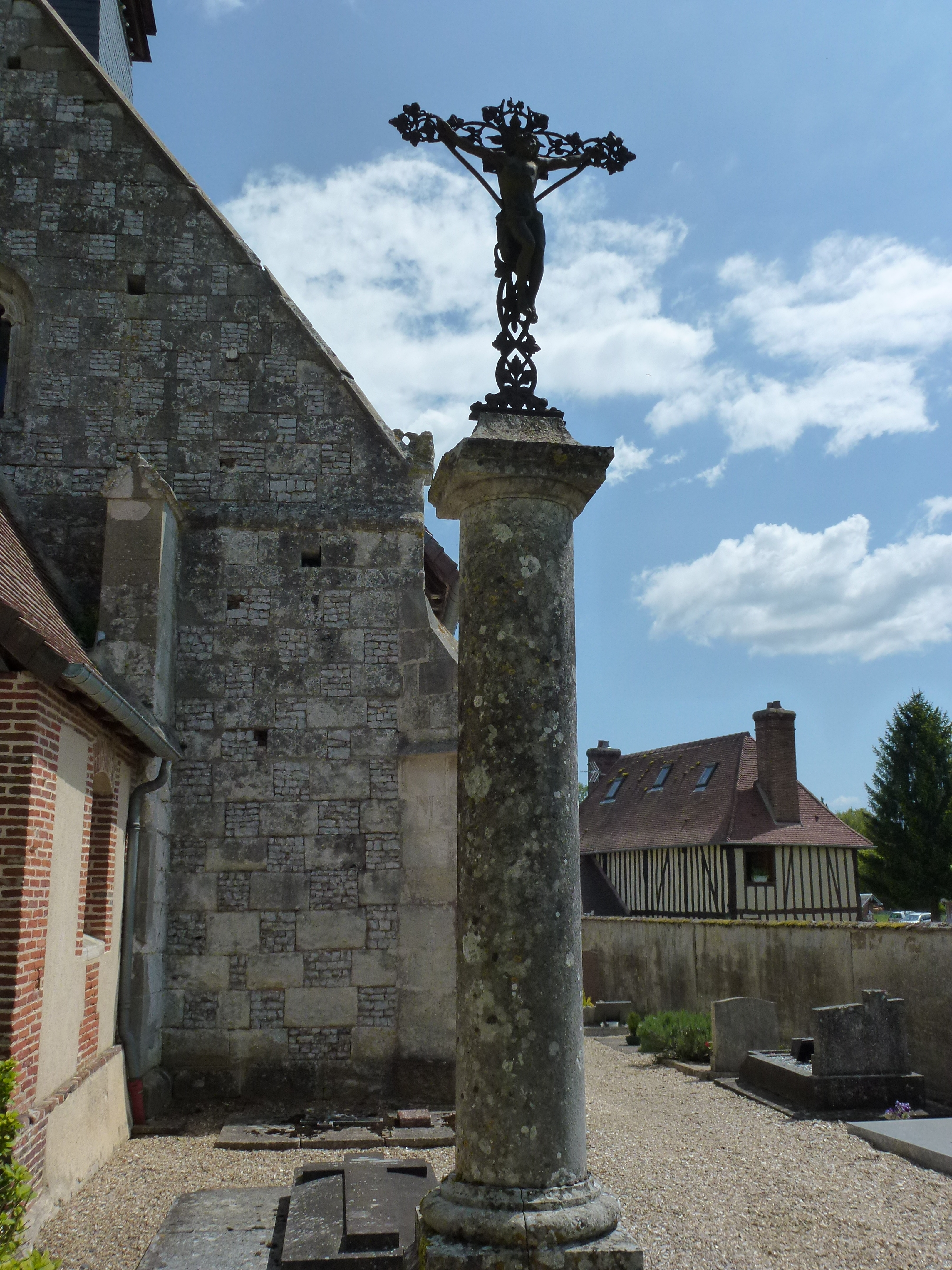
Croix de cimetière
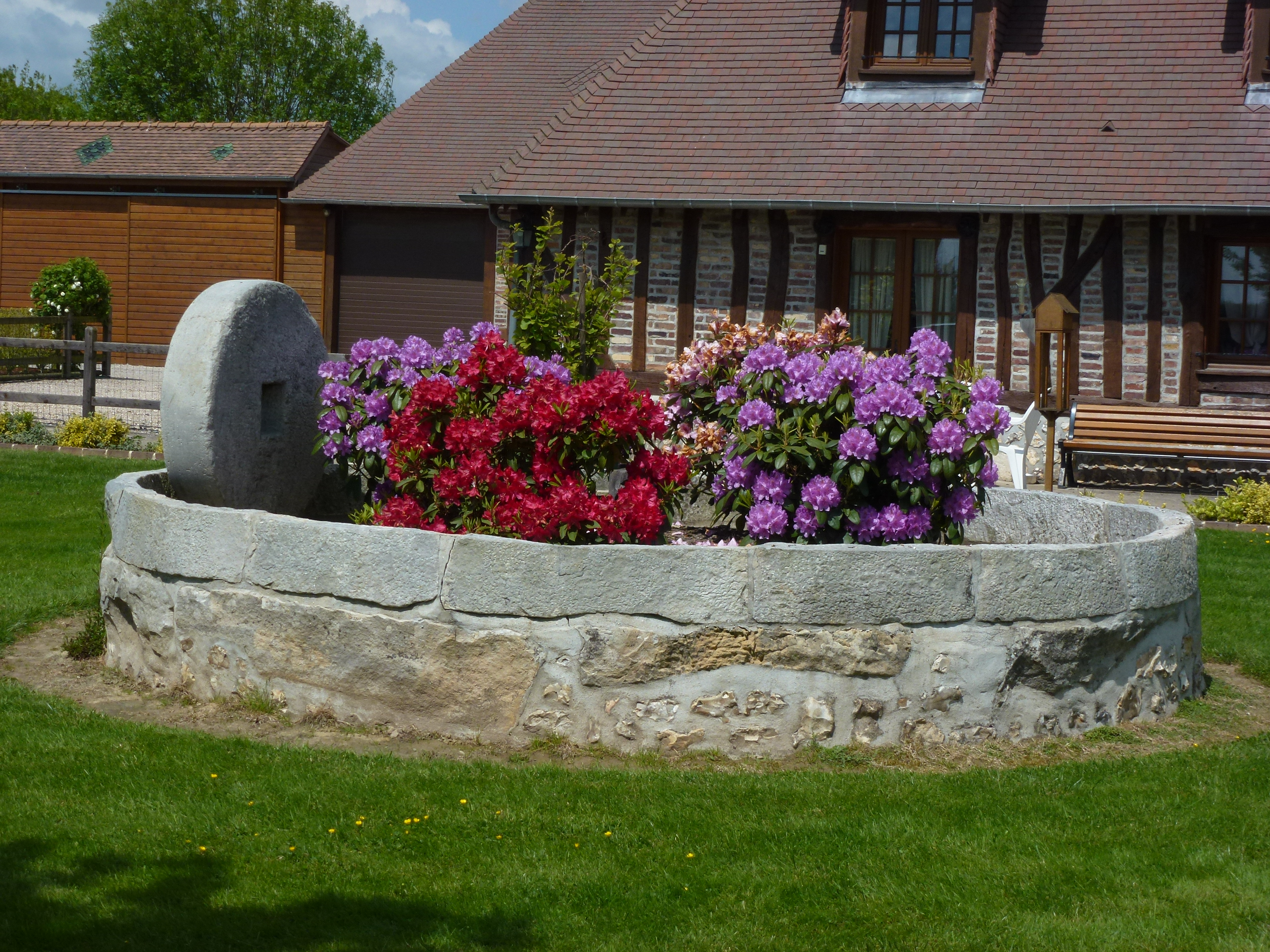
Pressoir